# Alexander Afanassjewitsch Potebnja

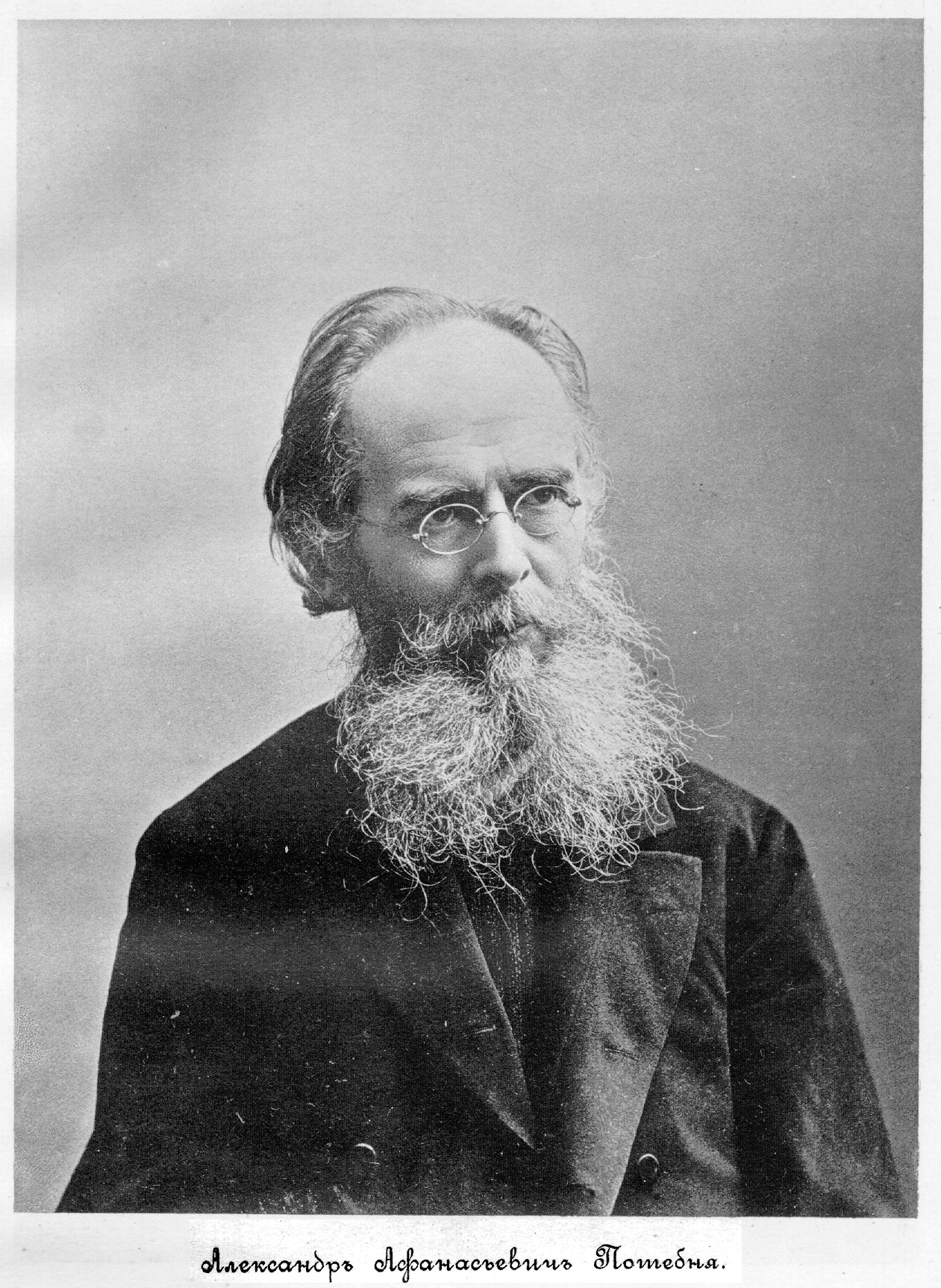
Alexander Potebnja

Alexander Afanassjewitsch Potebnja (russisch Александр Афанасьевич Потебня Aleksandr Afanasjewitsch Potebnja, ukrainisch Олександр Опанасович Потебня Oleksandr Opanassowytsch Potebnja}, * 10.jul. / 22. September 1835greg., Gawrilowka, Gouvernement Poltawa, Russisches Kaiserreich; † 29. Novemberjul. / 11. Dezember 1891greg., Charkow, Russisches Kaiserreich) war ein ukrainisch-russischer Sprachwissenschaftler, Literaturwissenschaftler und Sprachphilosoph. Potebnja war ein Mitglied der Kaiserlichen Akademie der Wissenschaften zu St. Petersburg und gilt als der erste bedeutende Theoretiker der Linguistik im Russischen Reich.
Einer seiner Söhne war der Mykologe und Pflanzenpathologe Andrei Alexandrowitsch Potebnja (1870–1919).

## Leben
Alexander Afanassjewitsch Potebnja wurde am 10. September 1835 (nach Julianischem Kalender) bei dem Dorf Gawrilowka, Gouvernement Poltawa in der heutigen Oblast Sumy, Ukraine auf dem Anwesen eines ehemaligen Stabskapitäns geboren und entstammte einer im 18. Jahrhundert geadelten Kosakenfamilie, deren männliche Familienmitglieder als Offiziere der russischen Armee dienten. Auf Betreiben seiner Mutter entging Potebnja dieser Laufbahn und kam im Alter von neun Jahren in ein Gymnasium im polnischsprachigen Radom. Nach seinem Schulabschluss immatrikulierte sich Potebnja 1851 an der Universität Charkow und legte 1856 das Examen ab. 1860 veröffentlichte er seine Dissertation O nekotorych simvolach v slavjanskoj narodnoj poėzii („Über einige Symbole in der slawischen Volksdichtung“).
Bereits zwei Jahre später folgte sein außerhalb der historischen Sprachwissenschaft wirkmächtigstes Werk Mysl’ i jazyk („Denken und Sprache“). Im selben Jahr wurde Potebnja als Anwärter auf einen Lehrstuhl für vergleichende Sprachwissenschaft zur Vervollkommnung seiner Kenntnisse nach Berlin geschickt. Den auf zwei Jahre geplanten Aufenthalt brach er schon nach einem Jahr ab. In dieser Zeit gerieten seine drei jüngeren Brüder in Schwierigkeiten, darunter Andrei Potebnja, der im polnischen Aufstand von 1863 ums Leben kam. Ob Potebnja als Zivilist in die Vorbereitungen involviert war, weiß man nicht. Damals aber gab es durchaus Stimmen, die ihn mit den staatsfeindlichen Unternehmungen seiner Brüder in Verbindung brachten, seine Rückkehr an die Universität indes nicht verhindern konnten. Dennoch verlief seine weitere Karriere nicht reibungslos. Seine Habilitation 1866 scheiterte zunächst. Stein des Anstoßes war unter anderem Potebnjas Idee, christliche Riten der Slawen mit heidnischen Gebräuchen in einen Zusammenhang zu bringen. Erst 1875 wurde Potebnja aufgrund seiner im Jahr zuvor erfolgten Habilitation zum ordentlichen Professor ernannt und im gleichen Jahr zum korrespondierenden Mitglied der Russischen Akademie der Wissenschaften gewählt. Potebnja war nicht nur ein europaweit anerkannter Sprachwissenschaftler, sondern auch ein beliebter akademischer Lehrer, dessen Wirken zu einer regelrechten Schulbildung in Charkow führte. Zwischen 1878 und 1890 war er zudem Präsident der Historisch-Philologischen Gesellschaft Charkow. Potebnja starb am 29. November 1891 (nach Julianischem Kalender).

## Werk
Neben seinen sprachwissenschaftlichen Arbeiten sind nicht zuletzt seine sprachästhetischen Überlegungen, die er im 10. Kapitel seines Frühwerks Mysl’ i jazyk (1862) angestellt hat, von Bedeutung. Sie haben die Entwicklung der literarischen Ästhetik im 20. Jahrhundert, die zu einem nicht geringen Anteil ihren Ausgang in Russland genommen hat, entscheidend vorangebracht. In der Folge Wilhelm von Humboldts und Heymann Steinthals argumentierte Potebnja gegen die Annahme, dass es das Denken sei, das die sprachlichen Äußerungen determiniert. Potebnja versuchte demgegenüber, die Bedeutung des Sprachvermögens für kognitive Funktionen herauszustreichen, und schrieb dem Sprachvermögen nicht nur ein kreatives, sondern auch ein epistemisches Potential zu. Was er die „Poetizität der Sprache“ nannte, war letztlich nichts anderes als die Fähigkeit der Sprachbenutzer, Bedeutungen zu übertragen, Metaphern zu bilden und auf diese Weise verschiedene Dinge aufgrund eines gemeinsamen Merkmals miteinander in Verbindung zu bringen. Daher war es für Potebnja die Sprache und a fortiori die Literatur als Sprachkunst, die die Erkenntnis der Welt ermöglicht.
Nach seinem Tod gaben seine Schüler, die sogenannten potebniancy, Vorlesungsmanuskripte, Aufzeichnungen und Vorlesungsmitschriften heraus, die seinen Nachruhm im vorrevolutionären Russland beförderten.

## Wirkung
Potebnja war es, der bereits 1862 den Begriff der Poetizität prägte und damit der Literaturtheorie des 20. Jahrhunderts einen entscheidenden Anstoß gab. Potebnja war zeitlebens nur Spezialisten bekannt. Um die Jahrhundertwende jedoch, zehn Jahre nach seinem Tod, bezogen sich die russischen Symbolisten Waleri Jakowlewitsch Brjussow und Andrei Bely auf Potebnjas Überlegungen und machten die literarisch interessierte Öffentlichkeit mit ihnen vertraut, so dass auch die für die Entwicklung der internationalen Literaturtheorie bedeutsamen russischen Formalisten an seinen Schriften nicht vorbei kamen. Sie besaßen jedoch ein zwiespältiges Verhältnis zu ihm. Während sie gegen ihn und vor allem gegen seine Schüler polemisierten, übernahmen sie doch auch unter der Hand einige Ideen von ihm.

## Schriften (Auswahl)
- O nekotorych simvolach v slavjanskoj narodnoj poėzii (1860).
- Mysl’ i jazyk (1862).
- O mifičeskom značenii nekotorych obrjadov i poverij (1865).
- Iz zapisok po russkoj grammatike (1874).